# Albert Lantonnois van Rode
Pour les articles homonymes, voir Rode.
Albert Bruno Amédée Lantonnois van Rode, né le 18 juin 1852 à Mons et mort le 2 avril 1934 à Ixelles, est un lieutenant-général de l'armée belge. Il est vice-gouverneur général de l'État libre du Congo et commandant de la 6e division d'armée belge lors de la Première Guerre mondiale.

## Biographie
Albert Lantonnois van Rode est né à Mons le 19 juin 1852. Il est le fils de Lambert Lantonnois et Émilie Hubertine Ghislaine van Rode de Schellebrouck. Il épouse Marie Thérèse Joséphine Goethals avec qui il a trois enfants.
En avril 1870, il entre à l'École royale militaire et est reçu sous-lieutenant le 8 avril 1872. Le 10 décembre 1877, il est affecté au 1er régiment de Guides. Il est promu lieutenant en 1880. Il commande le 8e régiment de Ligne de 1903 à 1905 puis le 1er régiment de Grenadiers de 1905 à 1908. Ensuite, il est le commandant militaire de la province de Flandre Occidentale de 1908 à 1909.
En novembre 1905, le colonel Lantonnois est nommé vice-gouverneur général du Congo à Boma, le port principal et capitale de la colonie. En juillet 1906, il envoie une escouade de 20 soldats à Kingoye sur la frontière avec le Congo français pour y établir la souveraineté belge. La mission Baptiste à Yakusu, à proximité des chutes Stanley, a d'abord été en bons termes avec les autorités. Cependant, leur influence grandissant, des rumeurs d'une annexion de la région par les Britanniques apparaissent. En janvier 1907, Albert Lantonnois ordonne au commissaire de district de la Province Orientale de prendre des mesures vigoureuses pour contrer l'influence des protestants.
En juin 1908, il reçoit une requête du colonel Jan Oomen lui demandant la permission de construire une mission à Basankusu. Il fait suivre cette demande au ministère des Colonies à Bruxelles qui met longtemps à faire connaître sa réponse. Il est promu général-major en 1908.
En novembre 1909, il doit faire face à une crise quand les forces armées britanniques d'Ouganda font mouvement dans la région de Mfumbiro au nord du lac Kivu. Il place des troupes dans la région et demande la permission d'attaquer, ce qui lui est refusé par les autorités belges qui considèrent, à raison, qu'un arbitrage sera plus profitable.
Il est inspecteur-général de l'infanterie et commande la 2e division d'armée de 1913 à juin 1914. En 1913, il est également promu lieutenant-général, grade le plus élevé dans la hiérarchie militaire belge.
Au début de la Première Guerre mondiale en août 1914, il commande de la 6e division d'armée et la 6e circonscription militaire d'Anvers. Il participe au siège d'Anvers et à la retraite sur l'Yser. À 63 ans, Il quitte le service actif de l'armée en janvier 1915.
En 1925, il est nommé commissaire de l'Unatra, société des transports du Congo belge.
En 1932, il intente, en vain, un procès appelé « le procès des généraux » contre l'ouvrage du général Émile Galet Le roi Albert devant qui jugeait sévèrement sa conduite en octobre 1914 lors du siège d'Anvers.
Il décède à Ixelles le 2 avril 1934. Ses funérailles sont célébrées en l'église Saint-Boniface d'Ixelles et il est inhumé le 6 avril 1934 au cimetière d'Ixelles.

## Distinctions et honneurs
- Grand officier de l'ordre de Léopold (Belgique) ;
- Grand officier de l'ordre de la Couronne (Belgique) ;
- Croix de guerre 14-18 belge ;
- Croix militaire de 1re classe (Belgique) ;
- Médaille commémorative 1870-1871 ;
- Croix commémorative du règne de Léopold II ;
- Médaille commémorative de la Grande Guerre (Belgique) ;
- Médaille de l'Yser (Belgique) ;
- Médaille de la Victoire (Belgique) ;
- Chevalier de l'ordre de l'Étoile africaine (Congo belge) ;
- Étoile de Service (Congo belge) ;
- Commandeur de la Légion d'honneur (France) ;
- Grand officier de l'ordre de l'Étoile noire (France) ;
- Grand-croix de l'ordre d'Adolphe de Nassau (Pays-Bas) ;
- Modèle:Déco Grand Officier de l'ordre des Saints-Maurice-et-Lazare (Italie) ;
- Officier de l'ordre du Lion et du Soleil (Iran).